# 石保吉
石保吉（953年—1009年），字祐之，中国北宋驸马，开封府浚仪县（今河南省开封市）人。

## 生平
石守信次子，姿貌环硕，颇有武干，以父荫补天平军衙内都指挥使。开宝四年（971年），召見，賜襲衣、玉帶、金鞍勒馬。五年（972年）閏二月，尚太祖次女延庆公主，授银青光禄大夫、检校工部尚书、左卫将军、驸马都尉。七月，迁检校尚书省左仆射、领爱州刺史。太宗即位，进检校司空、充愛州防禦使。太平兴国四年（979年），從征太原。五年（980年）八月，坐遣親信市竹木秦、隴間，聯巨筏至京師，為宣徽北院使、判三司事王仁瞻所劾，罰俸一年。七年（982年），进朔州观察使。九年（984年）六月，父守信卒，制授起复雲麾將軍、右金吾卫大将军、威襄军节度使、进光禄大夫、知孟州事，后移知天雄军兼兵马都部署。雍熙四年（987年），知大名府兼兵马都部署。端拱元年（988年）初，加检校太傅、横海军节度使、进封西平郡开国公。二年（989年），加特进、授安国军节度使。真宗即位，加检校太尉，保平军节度使。咸平二年（999年）十一月，真宗亲征河北，為北面行營先鋒都部署，加开府仪同三司。景德元年（1004年）八月，改武宁军节度使、加同中书门下平章事。十一月，為駕前西面排陣使,契丹犯中原，真宗亲征至澶州，契丹骑数万骤至，石保吉驰当其锋，率兵抵御，契丹兵退请盟。二年（1005年），改镇安军节度使。累世将相，家多财，峻暴好杀。大中祥符元年（1008年）十月，从东封祀泰山、摄司徒，加检校太师。三年（1010年）四月，卒，年五十七，赠中书令，谥号庄武，葬于河南府洛阳平乐乡宣武原。

## 家族
- 曾祖：石锐，累贈太保兼侍中
- 曾祖母：王氏，追封越國太夫人
- 祖：石□，累贈太師兼中書令
- 祖母：王氏，追封魏國太夫人
- 父：石守信，镇安军节度使、中书令、赠尚书令、追封秦王
- 母：魏氏，秦国太夫人
- 兄：石保兴，終官棣州防御使、西平郡開國公、贈貝州觀察使
  - 侄：石元孫
  - 侄：石懿孫，西頭供奉官
- 弟：石保从，东头供奉官、閤门祗候
- 妻：延庆公主
- 子：石貽孫，崇儀使、帶御器械
- 子：石孝孙，西京左藏庫使
- 子：石先晉，終官光州團練使
  - 孫：石繼勳，終官西京左藏庫副使
    - 曾孫女：石氏，崇安縣君、適右監門衛大將軍趙士鄄
- 女：石氏，适内园副使王承德
- 女：石氏，适右侍禁符承佑
- 女：石氏，适左侍禁、阁门祗候薛貽廓
- 女：石氏，出家为道，法名玄通
- 女：石氏，适西头供奉官吴守严